# 栗原一実
栗原 一実（くりはら かずみ、5月4日 - ）は、日本の漫画家、イラストレーター。女性。京都府出身。別名義に徳冨 数志（とくとみ かずし）。代表作は『MEAN -遥かなる歌-』、『まんがのCOCOはキケンなつぼみ!』。

## 略歴
- 2001年に講談社の「第3回永井豪新人大賞」で佳作を受賞し、受賞作『ウィズ』（月刊マガジンZ2001年9月号掲載）でデビュー。
- 漫画家の長谷川裕一のアシスタントを経験したことがある。
- 漫画のみならず児童文学の挿絵も手掛けており、石崎洋司著作の『マジカル少女レイナ』シリーズが代表作である。
- 初の連載作品は、長谷川裕一原作によるWebコミック『MEAN -遥かなる歌-』で、Yahoo!コミックHXL-ヒーロークロスライン-にて2007年10月31日より2009年3月11日まで連載した。
- 2008年4月23日に初単行本『MEAN 遥かなる歌』第1巻が発売された。
- 2011年5月22日に、「徳冨数志」名義で長谷川裕一との合同サイン会を開催した[2]。

## 作品リスト

### 連載作品
- MEAN 遥かなる歌（原作：長谷川裕一、Yahooコミック、HXL-ヒーロークロスライン- 講談社マガジンZ 2007年10月31日 - 2009年3月11日、全3巻）
- まんがのCOCOはキケンなつぼみ!（原作：長谷川裕一、『FlexComixブラッド』、フレックスコミックス、全2巻）※「徳冨数志」名義
- 京都府警あやかし課の事件簿（原作：天花寺さやか、キャラクター原案：ショウイチ、『コミックBRIDGE』2021年11月5日[3] - 2022年8月12日、全2巻）
- あなたのお城の小人さん 〜御飯下さい、働きますっ〜[4]（原作：美袋和仁、n猫R、『マンガUP!』2024年7月2日 - 既刊2巻）

### 雑誌掲載作品
- ウィズ（『月刊マガジンZ』2001年9月号掲載 講談社）
- MADE IN EARTH（『月刊マガジンZ』2002年2月号掲載 講談社）
- ビストロ・きゅーぴっと2 〜お兄ちゃんといっしょ〜（『月刊マガジンZ』2003年10月号掲載 講談社 原作はサクセスのゲームソフト）
- MADE IN EARTH 〜RIGHT STAFF FOR COSMOS〜（『月刊マガジンZ』2003年12月号掲載 講談社）
- 門松くん 〜いすゞ撮影奇談〜（『月刊マガジンZ』2005年7月号掲載 講談社 原作はたかしげ宙）
- きらめき☆プロジェクト関連
  - コミカライズ
    - 『コミックキラリティー』Vol.1（2005年8月）学習研究社

  - ノベライズ（文は山口宏、挿絵担当）
    - 『メガミマガジン』2005年8月号（Vol.63） - 11月号 (Vol.66) 学習研究社

  - きらめき☆プロジェクト 応援プロジェクト
    - 『メガミマガジン』2005年12月号（Vol.67） 掲載 学習研究社 イラスト担当
- ディフェンスフォース はるな（『コミックキラリティー』Vol.2（2006年1月）学習研究社）

### 書籍
- 『MEAN -遥かなる歌-』原作：長谷川裕一、クリーチャーデザイン：矢野マサキ、講談社〈マガジンZ-KC〉、全3巻
- 『まんがのCOCOはキケンなつぼみ!』「徳冨数志」名義、原作：長谷川裕一、ソフトバンククリエイティブ〈フレックスコミックス〉、全2巻（未収録話多数）
  - マンガ図書館Zにて未収録分を第3巻として公開、並びに単行本出版時の名義を本来の筆名に戻した。[要出典]
- 『京都府警あやかし課の事件簿』原作：天花寺さやか、キャラクター原案：ショウイチ、KADOKAWA〈BRIDGE COMICS〉、既刊2巻（2022年10月7日現在）
  1. 2022年3月8日発売[5]、ISBN 978-4-04-681200-1
  2. 2022年10月7日発売[6]、ISBN 978-4-04-681862-1
- 『あなたのお城の小人さん 〜御飯下さい、働きますっ〜』、原作：美袋和仁、原作：п猫R、スクウェア・エニックス〈ガンガンコミックスUP!〉2024年 - 、既刊2巻（2025年3月7日現在）
  1. 2024年10月7日発売[7]、ISBN 978-4-7575-9462-3
  2. 2025年3月7日発売[8]、ISBN 978-4-7575-9727-3

### コミックアンソロジーなど
- エンジェル・フィーバー（ギャラクシーエンジェル エンジェルレシピ2 2001年9月 ブロッコリー）
- デンジャラス ディナー（PS2ソフト『アカイイト』付録アンソロジーコミック 2004年10月 サクセス）
- ギフト 〜地球で逢ったね〜（DearS公式コミックファンブック (電撃コミックス[リンク切れ])
  - PEACH-PIT：原作 メディアワークス 2005年2月 ISBN 4-8402-2980-5
  - 『電撃コミックガオ!』2005年1月号別冊付録アンソロジーコミックに掲載されたものを収録。

### 児童書挿絵
- マジカル少女レイナ（石崎洋司:著 岩崎書店）、2005年 - 2009年、全10巻
- マジカル少女レイナII、2009年 - 2014年、全10巻
- アタイ探偵局 〜四文字のひみつ〜（わくわく読み物コレクション6）
  - 光丘真理：著 岩崎書店 2005年9月30日初版 ISBN 4-265-06056-0
- ど根性ガエル ピョン吉物語
  - 藤咲あゆな：著、吉沢やすみ：原作 岩崎書店 2018年1月初版 ISBN 978-4-265-84014-4